# Grande Prêmio de Fourmies
Grande Prêmio de Fourmies (oficialmente: GP de Fourmies / La Voix du Nord) é uma corrida anual de ciclismo de estrada, realizada em Fourmies, França. Atualmente ela faz parte da UCI Europe Tour.

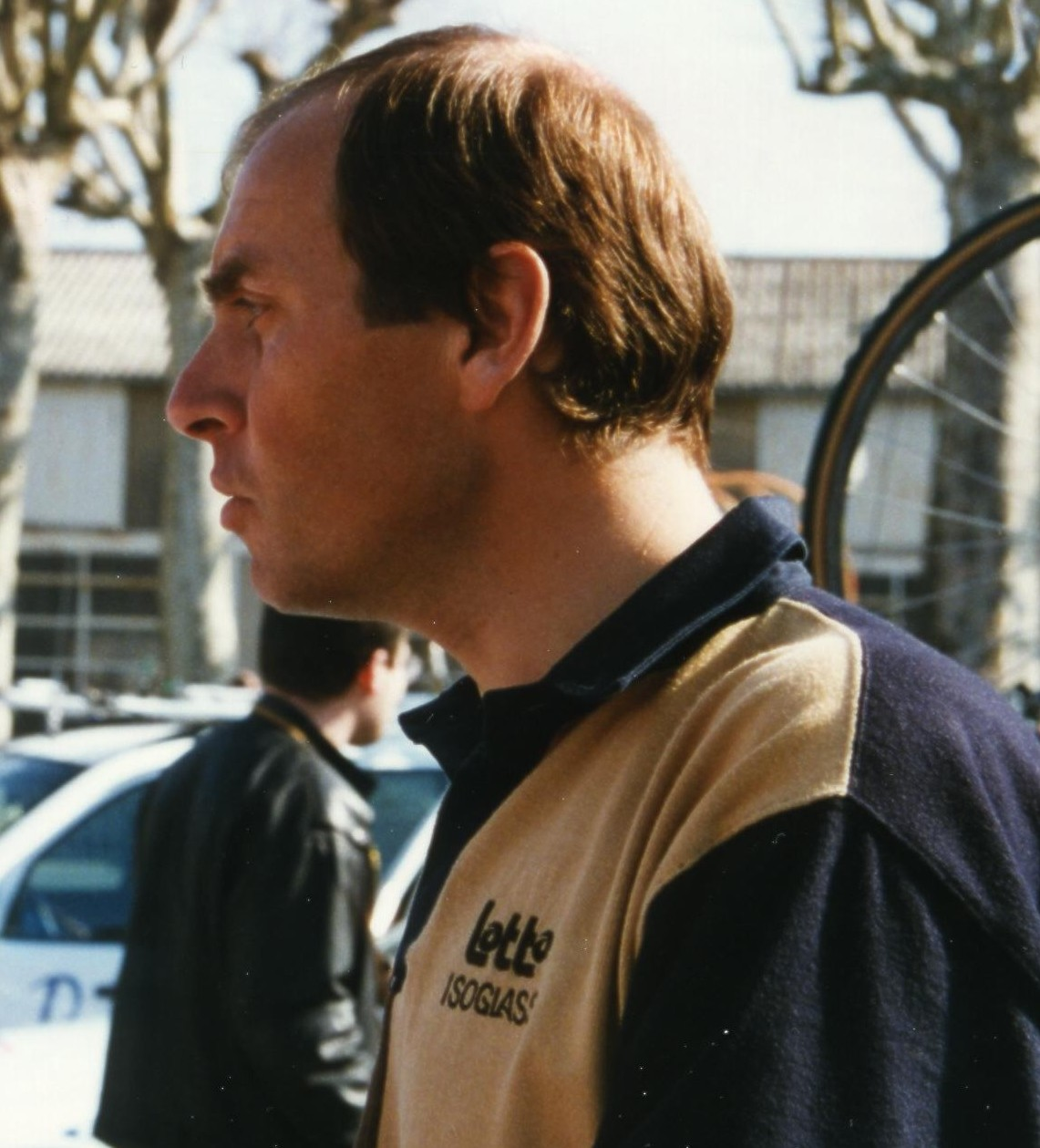
Jean-Luc Vandenbroucke (f. 1997) venceu a corrida 3 vezes

## Palmarés
| Ano  | Vencedor                | Segundo                 | Terceiro                  |
| ---- | ----------------------- | ----------------------- | ------------------------- |
| 1928 | Albert Barthélémy       | Achille Bauwens         | Maurice Denamur           |
| 1929 | Albert Barthélémy       | Joseph Vanderhaegen     | Rémi Decroix              |
| 1930 | Albert Barthélémy       | Rémy Verschaetse        | Marcel Muffat             |
| 1931 | André Vanderdonckt      | Joseph Vanderhaegen     | Albert Barthélémy         |
| 1932 | Georges Christiaens     | Albert Barthélémy       | Gustave Beckaert          |
| 1933 | François Mintkiewicz    | Fernand Lemay           | Camiel Vermassen          |
| 1934 | Maurice Leleux          | Marcel Duquenne         | Emile Joly                |
| 1935 | Éloi Meulenberg         | Roger Debruycker        | Robert Wierinckx          |
| 1936 | Léon Lebon              | Emile Bribosia          | Odilon Mewis              |
| 1937 | Gabriel Dubois          | Albert Perikel          | Paul Botquint             |
| 1938 | Gabriel Dubois          | André Denhez            | Georges Hubatz            |
| 1939 | Emile Laplanche         | Wadislas Albrechlinsky  | Bruno Gaspérini           |
| 1941 | Maurice De Muer         | Marcel Delfosse         | Louis Debruycker          |
| 1943 | Camille Blanckaert      | Jules Carion            | Louis Deprez              |
| 1946 | René Lafosse            | Eloi Vantighem          | Georges Blum              |
| 1947 | Fernand Patté           | Camille Blanckaert      | Fernand Delvallée         |
| 1948 | Georges Hubatz          | Yvon Hayez              | Édouard Klabinski         |
| 1949 | Eugène Dupuis           | Francis Delepière       | Yvon Hayez                |
| 1950 | Édouard Klabinski       | Noel Malfait            | Robert Sannier            |
| 1951 | Francis Delepière       | Cyriel Maes             | Julien Conan              |
| 1952 | Michel Vuylsteke        | César Marcelak          | Louis Deprez              |
| 1953 | Gilbert Pertry          | Gilbert Scodeller       | Pierre Pardoen            |
| 1954 | Serge Mménéghétti       | Stanislas Gnoinski      | Hubert Colas              |
| 1955 | Pierre Pardoen          | Elio Gerussi            | Paul Taedelman            |
| 1956 | Elio Gerussi            | Pierre Pardoen          | Jean-Claude Annaert       |
| 1957 | Jean Stablinski         | Joseph Carrara          | Georges Dufrasne          |
| 1958 | Pierre Machiels         | Jean Pasinetti          | Jean Dacquay              |
| 1959 | André Noyelle           | Camille Le Menn         | Albert Bouvet             |
| 1960 | Michel Vermeulin        | Maurice Munter          | Raymond Poulidor          |
| 1961 | Joseph Wasko            | Edouard Delberghe       | Camille Le Menn           |
| 1962 | Guy Ignolin             | Gérard Thiélin          | Alfons Hellemans          |
| 1963 | Benoni Beheyt           | Norbert Coreelman       | Jean-Pierre Van Haverbeke |
| 1964 | Frans Melckenbeeck      | Louis Troonbeeckx       | Johan De Roo              |
| 1965 | Georges Van Coningsloo  | Willy Bocklant          | Roger Swerts              |
| 1966 | 'não disputada          |                         |                           |
| 1967 | Willy Vanneste          | Jozef Huysmans          | Willy Monty               |
| 1968 | Gerben Karstens         | Willy Bocklant          | Roger Rosiers             |
| 1969 | Ronald De Witte         | Jan Krekels             | Harry Steevens            |
| 1970 | Noel Vantyghem          | Leif Mortensen          | Frans Verbeeck            |
| 1971 | Barry Hoban             | Herman Beysens          | Gilbert Bellone           |
| 1972 | René Pijnen             | Leif Mortensen          | Noel Vantyghem            |
| 1973 | Eddy Merckx             | Joop Zoetemelk          | Joseph Bruyère            |
| 1974 | Willy Teirlinck         | Christian De Buysschère | Georges Talbourdet        |
| 1975 | Dietrich Thurau         | Ludo Peeters            | Walter Planckaert         |
| 1976 | Jean-Luc Vandenbroucke  | Dietrich Thurau         | Patrick Béon              |
| 1977 | Jean-Luc Vandenbroucke  | Raphaël Constant        | André Chalmel             |
| 1978 | Yves Hézard             | Daniel Gisiger          | Jean Chassang             |
| 1979 | Jean-Luc Vandenbroucke  | Etienne Van Den Helst   | Jean-René Bernaudeau      |
| 1980 | Jacques Bossis          | Gery Verlinden          | Etienne Van den Helst     |
| 1981 | Jozef Lieckens          | Régis Clère             | Francis Castaing          |
| 1982 | Rudy Matthijs           | Paul Haghedooren        | Jan Wijmants              |
| 1983 | Gilbert Duclos-Lassalle | Kim Andersen            | Ferdi Van Den Haute       |
| 1984 | Ferdi Van Den Haute     | Pierre Bazzo            | Laurent Fignon            |
| 1985 | Jean Habets             | Leo Van Vliet           | Gilbert Duclos-Lassalle   |
| 1986 | Jozef Lieckens          | Gert-Jan Theunisse      | Jean-Marie Wampers        |
| 1987 | Adri Van der Poel       | Jozef Lieckens          | Eric Van Lancker          |
| 1988 | Edwin Bafcop            | Sean Kelly              | Dirk Demol                |
| 1989 | Martial Gayant          | Jean-François Brasseur  | Hendrik Redant            |
| 1990 | Frans Maassen           | Soren Lilholt           | Mauro Gianetti            |
| 1991 | Vincent Lacressonière   | Jean-Claude Colotti     | Nico Verhoeven            |
| 1992 | Olaf Ludwig             | Stéphane Hennebert      | Mauro Gianetti            |
| 1993 | Maximilian Sciandri     | Dimitri Zhdanov         | Laurent Madouas           |
| 1994 | Andrea Tafi             | Gianluca Bortolami      | Gianluca Gorini           |
| 1995 | Maximilian Sciandri     | Frank Vandenbroucke     | Rolf Sørensen             |
| 1996 | Michele Bartoli         | Frank Vandenbroucke     | Claudio Chiappucci        |
| 1997 | Andrea Tafi             | Gianluca Bortolami      | Michele Bartoli           |
| 1998 | Luca Mazzanti           | Anthony Langella        | Oscar Pellicioli          |
| 1999 | Dimitri Konyshev        | Maximilian Sciandri     | Dave Bruylandts           |
| 2000 | Andrej Hauptman         | Andrea Ferrigato        | Bo Hamburger              |
| 2001 | Scott Sunderland        | Fred Rodriguez          | Jens Voigt                |
| 2002 | Gianluca Bortolami      | Laurent Jalabert        | Cédric Vasseur            |
| 2003 | Baden Cooke             | Daniele Nardello        | Fabian Wegmann            |
| 2004 | Andrey Kashechkin       | Dmitriy Fofonov         | Thor Hushovd              |
| 2005 | Robbie McEwen           | Stefan Van Dijk         | Jean-Patrick Nazon        |
| 2006 | Philippe Gilbert        | Adrián Palomares        | Michael Albasini          |
| 2007 | Peter Velits            | Daniele Nardello        | Baden Cooke               |
| 2008 | Giovanni Visconti       | Stéphane Goubert        | Fabio Sacchi              |
| 2009 | Romain Feillu           | Manuel Belletti         | Yauheni Hutarovich        |
| 2010 | Romain Feillu           | Davide Appollonio       | Kenny Dehaes              |
| 2011 | Guillaume Blot          | Alexander Kristoff      | Stefan Van Dijk           |
| 2012 | Lars Ytting Bak         | Alexander Kristoff      | Marcel Kittel             |
| 2013 | Nacer Bouhanni          | André Greipel           | Bryan Coquard             |
| 2014 | Jonas Van Genechten     | Tom Van Asbroeck        | Elia Viviani              |

## Palmarés por países
| País          | Vitórias |
| ------------- | -------- |
| França        | 32       |
| Bélgica       | 24       |
| Itália        | 7        |
| Países Baixos | 5        |
| Austrália     | 3        |
| Reino Unido   | 3        |
| Alemanha      | 2        |
| Dinamarca     | 1        |
| Rússia        | 1        |
| Cazaquistão   | 1        |
| Eslovênia     | 1        |
| Eslováquia    | 1        |
| Polónia       | 1        |